# Нарко
Нарко (також «Нарки», англ. Narcos) — американський кримінальний телесеріал, створений Крісом Бренкато, Еріком Ньюманом та Карло Бернардом. Прем'єра відбулася на Netflix 28 серпня 2015 року. У центрі сюжету перших двох сезонів — історія життя наркобарона Пабло Ескобара та його Медельїнського картелю. Третій присвячено боротьбі УБН з картелем Калі. Сезони складаються з 10 епізодів кожний.

## У ролях
- Вагнер Моура — Пабло Ескобар
- Педро Паскаль — Хав'єр Пенья
- Маноло Кардона — Едуардо Мендоза
- Бойд Голбрук — Стів Мерфі
- Маурісіо Компте
- Ана де ла Регера — Еліза
- Стефані Сігман — Валерія Велез
- Джоанна Кристи — Конні Мерфі

## Виробництво
Серіал був оголошений у квітні 2014 року в рамках партнерства між Netflix і Gaumont International Television. Сценаристом був обраний Кріс Бренкето, а режисером — Хосе Паділья. Знімання проходило у Колумбії у другій половині 2014 року.

## Озвучення українською
Багатоголосе закадрове озвучення виконано для телеканалу НТН, на якому серіал вперше транслювався з 20 квітня 2020 року.